# SUEMITSU & THE SUEMITH
SUEMITSU & THE SUEMITH （スエミツ アンド ザ スエミス、1971年6月4日 - ）は、日本のシンガーソングライター・作曲家・ピアニストである。広島県広島市安芸区（出生時は安芸郡矢野町）出身。
広島県立熊野高等学校を経て、名古屋音楽大学音楽学科音楽教育コース卒業。身長183cm。血液型O型。

## 概要
作詞、作曲、編曲及びピアノ演奏を行うSUEMITSUこと末光 篤（すえみつ あつし）と、サポートメンバーからなる可変バンドのTHE SUEMITHによる音楽ユニットであるが、実質は末光のソロユニット名である。
メジャー・デビュー前はThe Suemithという仮のバンド名で活動していたが、SUEMITSU & THE SUEMITHとして活動を始めるようになった頃にはTHE SUEMITHはバックバンドの存在になり、メジャー・デビューに至ってからはそれまでの固定メンバーによるスタイルから可変型のサポートバンドとして位置づけられるようになった。
THE SUEMITHには、それぞれスタジオ・ミュージシャンとして既に活動をしているミュージシャンが参加するようになる。またスタジオ・ミュージシャンの他にも、クラムボンのミトなど、著名なミュージシャンも参加している。また、THE SUEMITHの位置付けとして、5枚目のシングルにもなった「Sagittarius」ではのだめオーケストラとのコラボレーションでTHE NODAME ORCHESTRA名義で発表しており、オムニバスアルバム『Rock For Baby』収録の「アンパンマンのマーチ」のカバーではコーラス隊に子どもたちを加えてTHE SUEMITH KIDSとして発表している。

## 人物
クラシックとロックとの融合を図ったグラインド・ピアノ・ロックを提唱した楽曲制作を主とし、ジェリー・リースタイルで奏でられるピアノ演奏スタイル、坊主にキャップを被りパーカーやTシャツやジャージなどというB系ファッションが特徴的である。
以前は自身のスキルアップのため、定期的にフランスのパリに渡りクラシックピアノのレッスンを受けていた。
大学の高額な学費のために、大学時代はミスタードーナツでアルバイトをしていた。また現在のファッションとは一変、大学時代は金髪にモッズコートという出で立ちであった。
高校の教員免許を取得している。30歳頃、高校の音楽教諭になるために大学通信教育で科目履修生となり、教員採用試験にも合格した。
趣味はミュージカル映画・舞台の鑑賞であると公言しており、大学時代に劇団四季のオーディションを受けたことがある（結果は落選）。邦画では大林宣彦監督作品が好きである。

## 来歴
- 5歳の時にピアノを独学で始め、16歳の時にクラシックピアノを始める。初めて自身で楽曲を作ったのは高校の音楽の授業の課題で、1枚目のシングル曲となる「Sherbet Snow and the Airplane」の元となる曲を作曲したことが始まり（ただ、その時は先生から酷評を受けた）。
- 名古屋音楽大学でピアノを専攻。毎朝4時半に起床し、授業前に2時間ピアノを弾き、帰宅後はピアノを毛布で包んで音漏れがしないようにして1日8時間の練習を続けたという。
- 大学卒業後、渋谷系の発信源として強い影響力を持っていたHMV渋谷店で二年半ほどバイヤーとして働いていたことがあり、その期間について自身のブログで「人生の中で、最も重要な時期だったように思う」と語っている[7]。
- 2001年頃からデビューする直前まで、ディズニーの音楽制作ディレクターをやっており、日本で企画したローカル作品から映画のサウンドトラック、東京ディズニーリゾート関連や、子どもの英語歌教材など、数多くのタイトルに関わっていた[8]。
- 仕事をしながらクラシックピアノを続けていたが、ある音楽関係者の「オリジナル曲は作らないのか」という言葉に触発され、大学で培った音楽理論と元から好きであったロック音楽へのアプローチを試み、オリジナル楽曲を制作するようになる。

2004年
- バンドを結成。The Suemith名義でトリビュートアルバム『MOSH PIT ON DISNEY』に参加し、『リトル・マーメイド』のテーマソング「Part Of Your World」をカバーする。アルバム自体のプロジェクトプロデューサーとしても末光篤名義で担当する。

2005年
- 2月23日 - Rhythm REPUBLICより、全英語詞アルバム『Man Here Plays Mean Piano』をインディーズ発売。

2006年
- 4月19日 - キューンレコードより、インディーズで発売された上記アルバムにボーナストラックを追加した再発盤『Man Here Plays Mean Piano - A New Edition 4 Sony Music』でメジャーデビュー。コンピレーションアルバムに提供した楽曲と、元SUPERCARのメンバーであるいしわたり淳治が日本語詞を新たに付けた楽曲（「Irony」「Arabesque」）を収録。
- 6月14日 - 初のシングル「Sherbet Snow and the Airplane e.p.」を発売。日本語詞は前作同様、いしわたり淳治が担当。FM802において2006年6月度邦楽ヘヴィー・ローテーションとなるなど、全国のラジオ局のうち23局でパワープレイに選ばれる。
- 7月より放送のテレビ東京系アニメ『おとぎ銃士 赤ずきん』にて、末光篤名義で音楽・ピアノ演奏を担当する。
- 8月23日 - 2枚目のシングル「Astaire e.p.」を発売。同年7月から9月まで放送されていたTBS系ドラマ『花嫁は厄年ッ!』の主題歌に起用される。また同ドラマの劇中音楽も担当し、末光自身が作曲・監修を行ったサウンドトラックも同日にリリースされている。
- 12月6日 - 3枚目のシングル「Sunday'z Sun e.p.」を発売。前作まではいしわたり淳治が日本語詞の作詞を担当していたが、本作以降は末光が自ら日本語詞の作詞を担当する。

2007年
- 2月21日 - 4枚目のシングル「Allegro Cantabile e.p.」を発売。フジテレビ系アニメ『のだめカンタービレ』のオープニングテーマとして起用された。
- 3月21日 - メジャーでは初のオリジナルアルバム『The Piano It's Me』を発売。オリコンアルバムチャート初登場18位とスマッシュヒットを記録する。
- 4月26日 - シンコーミュージックからピアノ・ソロ曲集楽譜を発売する。
- 5月23日 - 5枚目のシングル「Sagittarius e.p.」を発売。タイトル曲はのだめオーケストラとコラボレーションしており、SUEMITSU & THE NODAME ORCHESTRA名義で発表され、2007年4月19日放送回からのアニメ『のだめカンタービレ』エンディングテーマに起用された。
- 5月31日 - LIQUIDROOMにて初のワンマンライブを行う。
- 11月7日 - 6枚目のシングル「Rock a Nova e.p.」を発売。HALFBYによる、初のリミックス曲が収録されている。

2008年
- 2月28日 - アルバム先行シングルとなる7枚目のシングル「Boyz, Boy Don't Cry e.p.」を発売。
- 3月19日 - 2枚目のアルバム『Shock On The Piano』を発売。
- 4月12日・13日・21日 - 大阪・名古屋・東京にて初のライブツアーを行う。
- 10月31日 - 自身のブログで、同年をもって所属レコード会社・所属事務所を離れることを発表。
- 12月3日 - 初のベストアルバム『Best Angle for the Pianist - SUEMITSU & THE SUEMITH 05-08 -』を発売。

2009年
- 8月4日 - キューンレコードのブログにて、新しくホームページを立ち上げたことを発表。

2010年
- 5月8日 - 原宿ASTRO HALLの10周年記念イベントにおいて、復帰後初ライブを行う。共演はNEIL&IRAIZA。
- 5月22日 - なんばHatchにおいて、 ライブイベント「MUSIC FRAGRANCE」に出演。共演は古内東子、Hanah。

2011年
- 5月24日 - 木村カエラに提供した『Butterfly』の作曲で、同年のJASRAC賞銀賞を受賞[9]。
- 10月5日 - 名義を本名の末光篤に改め、自身初となる配信限定シングル「Hello Hello」を発表。
- 11月9日 - CDパッケージとしては約3年ぶりのリリースとなるミニアルバム『Dear Grand Piano』を発売。

2012年
- 2月8日 - 木村カエラに提供した楽曲をセルフカバーしたシングル「Butterfly e.p.」を発売。
- 4月4日 - 『Dear Grand Piano』の続編となるミニアルバム『From Your Pianist』を発売。
- 12月12日 - 斉藤由貴・森雪之丞とコラボレーションしたシングル「恋を、した。e.p.」を発売。

2013年
- 5月8日 - GOING UNDER GROUNDとのコラボレーションシングル「カモメトゥモロー/世界を変えるピアノが歌う」を発売。
- 11月13日 - アルバム『色彩協奏曲』を発売。

2014年
- 11月26日 - シングル「This Merry-Go-Round Song」を発売。TVアニメ『繰繰れ! コックリさん』のエンディングテーマに起用される。

2015年
- 6月24日 - SUEMITSU & THE SUEMITH名義で、細美武士をゲストボーカルに迎えたタワーレコード限定シングル「Appassionata feat. 細美武士」を発売。

2016年
- 10月12日 - SUEMITSU & THE SUEMITHとしてはおよそ8年振りとなるアルバム『Bagatelle』を発売。

## ディスコグラフィ
詳細は各作品の項目を参照のこと。

### シングル
|      | 発売日         | タイトル                                                                                  | 規格品番   | 順位  |
| ---- | -------------- | ----------------------------------------------------------------------------------------- | ---------- | ----- |
| 1st  | 2006年6月14日  | Sherbet Snow and the Airplane e.p.                                                        | KSCL-1011  | 69位  |
| 2nd  | 2006年8月23日  | Astaire e.p.                                                                              | KSCL-1012  | 25位  |
| 3rd  | 2006年12月6日  | Sunday'z Sun e.p.                                                                         | KSCL-1013  | 110位 |
| 4th  | 2007年2月21日  | Allegro Cantabile e.p.                                                                    | KSCL-1100  | 20位  |
| 5th  | 2007年5月23日  | Sagittarius e.p.                                                                          | KSCL-1101  | 66位  |
| 6th  | 2007年11月7日  | Rock a Nova e.p.                                                                          | KSCL-1102  | 96位  |
| 7th  | 2008年2月27日  | Boyz, Boy Don't Cry e.p.                                                                  | KSCL-1103  | 130位 |
| 8th  | 2012年2月8日   | Butterfly e.p.                                                                            | CRESC-002  | 116位 |
| 9th  | 2012年12月12日 | 恋を、した。e.p. ※「末光篤 feat.斉藤由貴」名義                                            | CRESC-005  | 200位 |
| 10th | 2013年5月8日   | カモメトゥモロー/世界を変えるピアノが歌う ※GOING UNDER GROUNDとのコラボレーションシングル | TRJC-1017  | 61位  |
| 11th | 2014年11月26日 | This Merry-Go-Round Song                                                                  | ZMCZ-9716  | 58位  |
| 12th | 2015年6月24日  | Appassionata feat. 細美武士                                                               | CTC1-40374 |       |

### アルバム
|        | 発売日         | タイトル                                                    | 規格品番                                      | 順位  |
| ------ | -------------- | ----------------------------------------------------------- | --------------------------------------------- | ----- |
| Indies | 2005年2月23日  | Man Here Plays Mean Piano                                   | RRCD-85340                                    |       |
| 1st    | 2006年4月19日  | Man Here Plays Mean Piano - A New Edition 4 Sony Music      | KSCL-1064                                     | 103位 |
| 2nd    | 2007年3月21日  | The Piano It's Me                                           | KSCL-1162:初回生産限定盤 KSCL-1164:通常盤     | 18位  |
| 3rd    | 2008年3月19日  | Shock On The Piano                                          | KSCL-1262:初回生産限定盤 KSCL-1264:通常盤     | 62位  |
| Best   | 2008年12月3日  | Best Angle for the Pianist - SUEMITSU & THE SUEMITH 05-08 - | KSCL-1362:初回生産限定盤 KSCL-1364:通常盤     | 81位  |
| 4th    | 2011年11月9日  | Dear Grand Piano                                            | CRESC-001                                     | 94位  |
| 5th    | 2012年4月4日   | From Your Pianist                                           | CRESC-003:初回限定盤 CRESC-004:通常盤         | 91位  |
| 6th    | 2013年11月13日 | Colors of Concelt 色彩協奏曲                                | CRESC-006                                     | 120位 |
| 7th    | 2016年10月12日 | Bagatelle                                                   | CTCR-14908/B 初回生産限定盤 CTCR-14909 通常盤 | 87位  |

### 配信限定シングル
| 発売日         | タイトル                                                | 収録曲                                                        |
| -------------- | ------------------------------------------------------- | ------------------------------------------------------------- |
| 2011年11月9日  | Hello Hello                                             | 1. Hello Hello                                                |
| 2011年12月7日  | I Novel                                                 | 1. I Novel                                                    |
| 2012年7月25日  | VENUS feat. Kentaro Takizawa                            | 1. Venus 2. Venus (Instrumental)                              |
| 2014年11月26日 | This Merry-Go-Round Song (That Golden Carousel Version) | 1. This Merry-Go-Round Song (That Golden Carousel Version)    |
| 2020年3月4日   | Sixteen                                                 | 1. Sixteen 2. You Have My Answer 3. 三等星の恋 feat. 松原沙織 |

### コンピレーション参加
- MOSH PIT ON DISNEY（エイベックス、2004年7月28日）
  - M-24「PART OF YOUR WORLD」楽曲参加（The Suemith名義）
- ROCK MOTOWN（エイベックス、2005年2月23日）
  - M-6「DON'T YOU WORRY 'BOUT A THING」楽曲参加
- WANNA BE THE PIANO MAN（Sony Music Direct、2006年11月29日）
  - M-6「Uptown Girl」楽曲参加
- Rock For Baby（キューンレコード、2007年10月17日）
  - 「アンパンマンのマーチ」楽曲参加（SUEMITSU & THE SUEMITH KIDS名義）
- 京平ディスコナイト（columbia*readymade、2007年12月26日）
  - 「恋のルール・新しいルール (remixed by SUEMITSU & THE SUEMITH)」リミックス参加
- KINGDOM HEARTS トリビュートアルバム（スクウェア・エニックス、2015年3月25日）
  - 「Dearly Beloved　feat. 末光篤」楽曲参加

### 楽曲提供
- 安藤裕子　「HAPPY」（2008年）、「クリスマスの恋人」（2014年）
- 木村カエラ　「Butterfly」（2009年）
- 甲斐名都　「ワンダースノウ〜素直になって〜」（2009年）
- 石黒千尋　「うまれたてのあした」（2010年）
- 南波志帆　「楽園にて」（2010年）、「乙女失格。」（2012年）
- nangi　「walkの約束」（2010年）
- まきちゃんぐ　「海月」（2011年）
- ボーン・クレイン　「Larger Than Life」（2011年）※ボーン・クレインとの共同制作
- 坂本真綾　「eternal return」（2011年）
- 今井翼（タッキー&翼）　「Chance to Dance」（2011年）
- 高垣彩陽　「たからもの」（2011年）、「私の時計」（2015年）
- 渡辺美里　「世界中にKissの嵐を」（2011年）
- 野宮真貴　「私の知らない私」（2011年）
- ぷいぷい軽音部　「未来の花束」（毎日放送 ちちんぷいぷい）（2011年）
- 佐々木希　「For You」（2012年）
- 竹達彩奈　「♪の国のアリス」（2012年）、「Yes-No」（2013年）
- 傳田真央　「ふたりのBirthday with 末光篤」（2012年）
- JOOWON　「撫子」（2012年）
- 伊藤美裕　「あなたの花になりたい」「月の鍵」（2013年）
- GOING UNDER GROUND　「ならば青春の光」（2013年）、「STORMY STORIES」（2014年）　※松本素生・河野丈洋との共同制作
- MEG　「WE LIVE, WE LOVE」（2013年）
- Do As Infinity　「believe in you」（2014年）
- Every Little Thing　「Sympathy」（2014年）
- 住岡梨奈　「鮮やかにいきたい」（2014年）
- やなぎなぎ　「navis」（2014年）
- 花澤香菜　「クラッシュシンバル」（2016年）
- 中島愛　「愛はめぐる」（2017年）
- 上白石萌音「I'll be there｣  (2021年)

### 参加作品
- 新垣結衣『そら』（2007年12月5日）
  - 「スターライト」 ピアノ
- Seventh Tarz Armstrong『The Tokyo City Big Nights』（2008年7月2日）
  - 「en-dless f/River2ChildBall. t/SixTrees.」 ピアノ
- 倖田來未『ETERNITY〜Love & Songs〜』（2010年10月13日）
  - 「Swallowtail Butterfly 〜あいのうた〜」 編曲/ピアノ
- まきちゃんぐ『ワタシノウタ』（2011年2月16日）
  - 「貴方のいない部屋に慣れる日が来るまで」「名前」 編曲/ピアノ
- 井手綾香『Portrait』（2011年3月16日）
  - 「HOME」 編曲/ピアノ
- 斎藤工『燦々』 初回限定盤（B）（2011年8月24日）
  - 「映画監督」（斉藤和義カバー） 編曲
- TOTALFAT『Good Bye,Good Luck』（2012年1月18日）
  - 「Place to Try -Featuring Atsushi Suemitsu Version- 」 編曲/ピアノ
- 原由子
  - 「ヘヴン」 編曲/ピアノ
- 持田香織『めぐみ/悲しいときも嬉しいときも』（2012年5月9日）
  - 「めぐみ」 ピアノ
- JAY'ED『JAY'EDISCO』（2013年5月29日）
  - 「Change The World」 編曲/ピアノ
- 井手綾香『235 / 消えてなくなれ、夕暮れ』（2013年7月17日）
  - 「消えてなくなれ、夕暮れ」 ピアノ
- Aqua Timez『エデン』（2013年11月27日）
  - 「エデン」編曲
- GOING UNDER GROUND『ひとりぼっちになる日のために』（2014年3月5日）
  - 「Tangerine Orange」ピアノ
- NIKIIE『Pianism』（2014年5月21日）
  - 「aurora」「Marching Line」「Signal」編曲
- 神原駿河（沢城みゆき）
  - 「the last day of my adolescence」ピアノ
- 渡邊ヒロアキ『この街に』（2014年8月6日）
  - 「この街に」編曲
- 寺島拓篤『PRISM』（2014年10月29日）
  - 「雨に笑えば」ピアノ/コーラス
- メロキュア『メロディック・スーパー・ハード・キュア』（2015年8月26日）
  - 「1st Priority」編曲/ピアノ
- オムニバス『TOYOTA BE ESQUIRE. 俺の応援歌 祭MIX』（2015年）
  - 「TRAIN-TRAIN」ピアノ
- 澤田かおり『Songwriter』（2015年11月4日）
  - 「Liar」編曲/ピアノ

- 小松未可子『Swing heart direction』（2017年11月8日）
  - 『Swing heart direction』編曲(Q-MHzと共同)/ピアノ

### その他
- 「TBS系ドラマ「花嫁は厄年ッ!」Original Soundtrack - SUITE Of "Unlucky Year for the Bride" - Presented by SUEMITSU & THE SUEMITH」（2006年8月23日）
- 「BLEACH BREATHLESS COLLECTION」シリーズ（2009〜2010年） トータルプロデュース
- 「夜桜四重奏 〜ホシノウミ〜 」（2010〜2011年） OADの音楽を担当

## ミュージックビデオ
| 監督                | 曲名 |
| 篠塚将季            | 「Irony」 |
| ニイマコト          | 「Allegro Cantabile」「Astaire」「Irony ("Bittersweet Irony" Japanese Version)」「Rock a Nova」「Sagittarius」「Sunday'z Sun」 |
| ニイマコト & 志賀匠 | 「Sherbet Snow and the Airplane」                                                                                              |
| 不明                | 「Boyz, Boy Don't Cry」 |

## タイアップ
- Irony ("Bittersweet Irony"Japanese Version)
  - テレビ東京系「JAPAN COUNTDOWN」2006年4月オープニングテーマ
  - テレビ埼玉「V-Clips」4月オープニングテーマ
  - M-ON「AMUSEMENT JAM」4月エンディングテーマ
  - テレビ神奈川「sakusaku」4月推奨曲
- Arabesque("Melody Played by Great Pianist" Japanese Version)
  - NHK-FM「ミュージック・スクエア」4・5月番組オープニングテーマ
- Astaire
  - TBS系ドラマ「花嫁は厄年ッ!」主題歌
- Sunday'z Sun
  - テレビ東京系「JAPAN COUNTDOWN」2006年12月度エンディングテーマ
  - ポケメロJOYSOUND CMソング
- Allegro Cantabile
  - フジテレビ系アニメ「のだめカンタービレ」オープニングテーマ
  - ポケメロJOYSOUND CMソング
- White Cat Waltz
  - TBSラジオ『ストリーム』内コーナー『サウンド・パティスリー』テーマソング
- Sagittarius
  - フジテレビ系アニメ「のだめカンタービレ」エンディングテーマ
- Rock a Nova
  - 日本テレビ系「音楽戦士 MUSIC FIGHTER」11月度エンディングテーマ
- Merry Christmas Baby
  - 『MUKU』レーベル紹介スポットイメージソング
- Boyz, Boy Don't Cry
  - テレビ東京系「スキバラ」3月度エンディングテーマ
  - Sony Ericsson『VISUAL MUSIC SENSATION』CS放送CFイメージソング
- It's My Brand New Day
  - 「i Wedding IZUMODEN」CM曲
- ID
  - 関西テレビ・フジテレビ系「グータンヌーボ」エンディングテーマ
- The Entertainer [Astaire pt.2]
  - TOKYO FM『ENTERMAX』エンディングテーマ
- Hello Hello
  - 「夜桜四重奏〜ホシノウミ〜」エンディングテーマ
- Butterfly
  - フジテレビ 「たけしのコマ大数学科」エンディングテーマ
- Pekingese The Dog
  - テレビ東京「〜どうぶつ冒険バラエティ〜ワンダ!」エンディングテーマ
- Reach
  - テレビ朝日系ネット「ビートたけしのTVタックル」 エンディングテーマ
- This Merry-Go-Round Song
  - テレビ東京系アニメ「繰繰れ! コックリさん」エンディングテーマ
- Sixteen
  - PlayStation(R) Vita専用ゲーム「VARIABLE BARRICADE」オープニングテーマ
- You Have My Answer
  - PlayStation(R) Vita専用ゲーム「VARIABLE BARRICADE」エンディングテーマ１
- 三等星の恋
  - PlayStation(R) Vita専用ゲーム「VARIABLE BARRICADE」エンディングテーマ２

## 出演
主な出演のみの記載とする。

### ラジオ番組
- SUEMITSU & THE STAFF（オフィシャルサイト配信インターネットラジオ）
- "SUEMITSU" Piano Music College（FM YOKOHAMA、2006年4月1日 - 2008年）
- "SUEMITSU" Here Plays Mean Piano（JFN系、2006年7月）

### テレビ番組
- MTV Diary：SUEMITSU & THE SUEMITH in ニューヨーク（MTV、2006年8月17日）
- ミュージックステーション（テレビ朝日系、2006年8月25日）
- CDTV（TBS系、2006年9月3日）
- MTV apt.（MTV、2007年1月11日 - 3月15日）
- POP JAM（NHK、2007年2月23日）

### ライブ
- "SUEMITSU & THE SUEMITH" Grind Piano Recital 006（2006年5月15日）
- SUEMITSU & THE SUEMITH Grind Piano Recital 007 "The Piano It's Me"（2007年5月31日）
- SUEMITSU & THE SUEMITH Grind Piano Recital 008 "Shock On The Piano"（2008年4月12日・13日・21日）
- SUEMITSU & THE SUEMITH Grind Piano Recital 010 "Natural Born Piano Man"（2010年12月17日）
- Suemitsu Atsushi Grind Piano Recital 011 "Dear Grand Piano and You"（2011年12月7日）
- 末光篤 a.k.a. SUEMITSU & THE SUEMITH Grind Piano Recital 012 "I'm Your Pianist"（2012年5月20日）
- 末光篤 a.k.a. SUEMITSU & THE SUEMITH Grind Piano Recital 012 "a pianist meets a band"（2012年12月19日）
- 末光篤 a.k.a. SUEMITSU & THE SUEMITH Grind Piano Recital 013 "The Piano Sings About Love"（2013年7月24日）
- 末光篤 a.k.a. SUEMITSU & THE SUEMITH Grind Piano Recital 013 〜Colors Of Concerto（2013年12月13日）
- 末光篤 a.k.a. SUEMITSU & THE SUEMITH Grind Piano Recital 015 〜This Merry-Go-Round Life（2015年3月7日）
- GRIND PIANO RECITAL 016 SUEMITSU & THE SUEMITH sings Bagatelles（2016年11月18日）

### イベント
- Sony×FM802 You are the NEXT! project Gottcha! SUEMITSU & THE SUEMITH（2006年9月26日）
- COUNTDOWN JAPAN 06/07（2006年12月30日）
- のだめフェスティバル〜SUEMITSU ＆ THE SUEMITHスペシャル・コンサート（2006年12月30日）
- のだめオーケストラコンサート 第2弾 〜アニメ版〜（2007年2月28日・3月1日・3月2日）
- SUEMITSU & THE SUEMITH presents 「"SUEMITSU" In Red with Party」（2007年12月30日）
- ZIP-FM「AFTERNOON MUSE presents SUEMITSU & THE SUEMITH テレビ塔ライブ」（2008年3月6日）
- 音霊 OTODAMA SEA STUDIO 『Salyu × SUEMITSU & THE SUEMITH』（2008年8月19日）
- ボーン・クレイン and SUEMITSU & THE SUEMITH（2010年11月10日）
- 音霊 OTODAMA SEA STUDIO 2012（2012年7月19日）
- 末光篤 & 斉藤由貴 スペシャル・チャペル・コンサート「恋を、した。」（2013年6月12日）